# Михайлов, Лерен Петрович
Лерен Петрович Михайлов — советский хозяйственный, государственный и политический деятель.

## Биография
Родился в 1932 году в Сальске. Член КПСС.
С 1954 года — на хозяйственной, общественной и политической работе. В 1954—1990 гг. — инженер-гидротехник, директор ленинградского
отделения института «Гидропроект», генеральный директор Всесоюзного научно-исследовательского и проектно-изыскательского объединения
«Гидропроект» имени С. Я. Жука.
За разработку проекта, технологии производства, изготовление, монтаж и пуск в эксплуатацию мощных диагональных гидротурбин Зейской ГЭС имени 60-летия Ленинского комсомола был в составе коллектива удостоен Государственной премии СССР в области науки и техники 1982 года.
Делегат XXVII съезда КПСС. 
Живёт в Москве.